# استیون پوینت (ویسکانسین)
استیون پوینت، ویسکانسین  (به انگلیسی: Stevens Point) شهری در شهرستان پورتیج ایالت ویسکانسین است که در سال ۱۸۵۸ بنیان‌گذاری شده‌است. این شهر طبق سرشماری سال ۲۰۱۰ میلادی ۲۶٬۷۱۷ نفر جمعیت داشته‌است.